# Třebětice (Jindřichův Hradec-i járás)
Třebětice település Csehországban, a Jindřichův Hradec-i járásban. Třebětice Budíškovice, Dačice és Jemnice településekkel határos. Lakosainak száma 331 fő (2024. január 1.).

## Népesség
A település lakosságának változását az alábbi diagram mutatja:
| Lakosok száma | 306  | 334  | 314  | 322  | 317  | 297  | 314  | 326  | 337  | 331  |
|               | 1869 | 1890 | 1921 | 1950 | 1980 | 2001 | 2017 | 2019 | 2022 | 2024 |